# Agàtocles de Tessàlia
Agàtocles (en llatí Agathocles, en grec Ἀγαθοκλῆς) nascut a Tessàlia, que va obtenir el favor del rei macedoni Filip, amb el que va arribar a obtenir un alt rang. Fou el pare de Lisímac de Tràcia, un dels diàdocs d'Alexandre el Gran.